# Karim Saidi
Karim Saïdi (* 24. März 1983 in Tunis) ist ein ehemaliger tunesischer Fußballspieler; er spielte auf der Position eines Innenverteidigers. Er wurde 2004 mit der tunesischen Nationalmannschaft auf heimischem Boden Afrikameister.

## Vereine
Saïdi wechselte zur Saison 2004/05 vom Club Africain zum niederländischen Topverein Feyenoord Rotterdam, hier kam er regelmäßig zum Einsatz. Zur Winterpause der Saison 2005/06 wechselte der Tunesier dann zu Verein US Lecce in die italienischen Serie A, wo er sich aber bisher mit einer Reservistenrolle begnügen musste. Anschließend kehrt er zu Feyenoord zurück, wurde aber Anfang 2008 für ein halbes Jahr an Sivasspor ausgeliehen. Nach einem halben Jahr kehrte er zum Club Africain zurück. Im Jahr 2009 unternahm er einen neuen Anlauf in Europa, als er sich dem französischen Zweitligisten FC Tours anschloss. Hier wurde er wieder zur Stammkraft und wechselte im Sommer 2011 zu Lierse SK in die erste belgische Liga. Im Jahr 2014 beendete er dort seine Karriere als Berufsfußballer.

## Nationalmannschaft
Saïdi gehörte zum Kader der tunesischen Nationalmannschaft für die Fußball-Weltmeisterschaft 2006.
- Afrika-Cup 2004 2 Spiele – 0 Tore
- Konföderationen-Pokal 2005 2 Spiele – 0 Tore

## Erfolge

### Nationalteam
- Afrikameister 2004

### Verein
- Tunesischer Pokal: Finalist 2003
- Arabische Champions League: Finalist 2003